# Ilias Akhomach
Ilias Akhomach Chakkour (Els Hostalets de Pierola, 16 april 2004) is een Spaans-Marokkaans profvoetballer die bij voorkeur als vleugelspeler speelt. Hij verruilde FC Barcelona in 2023 voor Villarreal CF. Akhomach debuteerde in 2024 in het Marokkaans voetbalelftal.

## Clubcarrière
Akhomach speelde in de jeugd bij FC Barcelona en Gimnàstic Manresa. Op 7 november 2020 debuteerde hij voor Barça Atlètic in een wedstrijd tegen FC Andorra in de Segunda División B. \Op 20 november 2021 maakte Akhomach zijn debuut in de Primera División. Hij startte in de basiself in de stadsderby tegen RCD Espanyol en werd aan de rust gewisseld. Na de aanstelling van Xavi Hernandez, speelde weer voor Barça Atlètic. Op 20 mei 2023 werd bekendgemaakt dat Akhomach zijn contract niet zou verlengen en transfervrij zou vertrekken.

## Interlandcarrière
Akhomach speelde voor de Spaanse nationale teams onder 15, 16 en 18. Hij speelt nu voor het Marokkaanse elftal.

## Privé
Akhomach is van Marokkaanse afkomst maar geboren in Spanje.